# Luigi Viale
Luigi Viale (Imperia, 5 de noviembre de 1978) es un deportista italiano que compitió en vela en la clase Star. Ganó una medalla de plata en el Campeonato Mundial de Star de 2008.

## Palmarés internacional
| \| Campeonato Mundial \| Campeonato Mundial \| Campeonato Mundial \| Campeonato Mundial \| \| Año \| Lugar \| Medalla \| Clase \| \| ------------------ \| ---------------------- \| ------------------ \| ------------------ \| \| 2008 \| Miami (Estados Unidos) \| Medalla de plata \| Star \| |                        |                  |       |
| Campeonato Mundial |                        |                  |       |
| Año | Lugar                  | Medalla          | Clase |
| 2008 | Miami (Estados Unidos) | Medalla de plata | Star  |